# Não Se Preocupe, Nada Vai Dar Certo!
Não se Preocupe, nada Vai Dar Certo! é um filme brasileiro do gênero comédia lançado em 2011, dirigido por Hugo Carvana.
O filme foi indicado no Grande Prêmio Brasileiro de Cinema 2012 na categoria "Melhor Trilha Sonora".

## Enredo
Lalau Velasco (Gregório Duvivier) viaja com seu pai Ramon Velasco (Tarcísio Meira) em uma kombi fazendo suas apresentações por todo o Brasil. Lalau que já foi um ator de novelas, naquele momento estava fazendo stand-up comedy baseado em seu pai, para conseguir financiar um espetáculo futuro. Ao conhecer Flora (Flávia Alessandra), uma jornalista do Rio de Janeiro, ela propõe a eles que viajem com ela para o Rio, fazendo com que Lalau interprete um guru indiano e que faça workshops para a empresária Carol (Ângela Vieira). Dispostos a ganhar dinheiro fácil, eles viajam com a jornalista. Vestido a caráter, Lalau se passa por um indiano impressionando Carol que também está prestes a ser candidata a senadora, fazendo com que ela o convide a voltar novamente. Após várias consultas, ela o chama a visitar sua casa. Após ele tomar uma bebida, ele acorda no outro dia com ela do lado morta. Com isso, ele torna o principal suspeito de matar a moça. Ramon Velasco se passa por um advogado, tentando desvendar qual seria a causa da morte da empresária.

## Elenco
- Tarcísio Meira como Ramon Velasco
- Gregório Duvivier como Lalau Velasco
- Flávia Alessandra como Flora Beltrão
- Mariana Rios como Rosa
- Herson Capri como Rodolfo Magalhães
- Ângela Vieira como Carol Gomide
- Hugo Carvana como Zimba
- Lu Grimaldi como Laurita
- Guilherme Piva como Jarbas
- Antônio Pedro como Delegado

## Críticas
Filipe Quintans do Jornal do Brasil criticou o filme e o diretor, dizendo que ele é ruim igual a outros dirigidos por Hugo Carvana. Ele também comentou que Não Se Preocupe, Nada Vai Dar Certo até poderia ser um filme bom, se não fosse "por umas duas ou três elipses mal feitas na edição e um punhado de piadas ruins". Já o crítico Thiago Siqueira do Cinema com Rapadura classificou o filme com quatro estrelas de dez estrelas.